# Johannes Nolten, Sr.
Johannes Nolten, Sr. (ur. 27 października 1888 w Etten-Leur, zm. 25 lutego 1944 w Hadze) – holenderski zapaśnik walczący w stylu klasycznym. Olimpijczyk z Antwerpii 1920, gdzie zajął siedemnaste miejsce w wadze lekkiej.
Jego syn Johannes Nolten, Jr. był również zapaśnikiem i olimpijczykiem z Amsterdamu 1928.

## Turniej wAntewrpii 1920
| Konkurencja            | Walki                   | Klas. końcowa |
| Konkurencja            | Przeciwnik I            | Miejsce       |
| ---------------------- | ----------------------- | ------------- |
| 67,5 kg styl klasyczny | Holger Lindberg (SWE) P | 17.           |